# AEW×NJPW: Forbidden Door 2023
AEW×NJPW: Forbidden Door 2023 è stata la seconda edizione dell'omonimo evento in pay-per-view prodotto annualmente dalla All Elite Wrestling e la New Japan Pro Wrestling e si è svolto il 25 giugno 2023 alla Scotiabank Arena di Toronto, Canada è stato il primo PPV della AEW fuori dagli Stati Uniti ed il primo della NJPW in Canada.

## Risultati
| #     | Match | Stipulazioni                                                   | Durata |
| ----- | --- | -------------------------------------------------------------- | ------ |
| BuyIn | Tom Lawlor (con Royce Isaacs) ha sconfitto Serpentico (con Luther)                                                                  | Single match                                                   | 4:10   |
| BuyIn | Mogul Embassy (con Prince Nana) hanno sconfitto Chaos e El Desperado                                                                | Eight-man tag team match                                       | 12:30  |
| BuyIn | Athena ha sconfitto Billie Starkz                                                                                                   | Single match                                                   | 7:50   |
| BuyIn | El Phantasmo ha sconfitto Stu Grayson                                                                                               | Single match                                                   | 7:15   |
| BuyIn | Los Ingobernables de Japon hanno sconfitto United Empire                                                                            | Six-man tag team match                                         | 7:30   |
| 1     | MJF (c) ha sconfitto Hiroshi Tanahashi                                                                                              | Single match per l'AEW World Championship.                     | 15:30  |
| 2     | CM Punk ha sconfitto Satoshi Kojima                                                                                                 | Single match                                                   | 13:40  |
| 3     | Orange Cassidy (c) ha sconfitto Zack Sabre Jr., Katsuyori Shibata e Daniel Garcia                                                   | Four-way match per l'AEW International Championship            | 11:15  |
| 4     | Sanada (c) (con Douki) ha sconfitto Jack Perry (con Hook)                                                                           | Single match per l'IWGP World Heavyweight Championship         | 10:45  |
| 5     | Adam Page, gli Young Bucks, Eddie Kingston e Tomohiro Ishii hanno sconfitto Blackpool Combat Club, Konosuke Takeshita e Shota Umino | Ten-man tag team match                                         | 21:25  |
| 6     | Toni Storm (c) (con Ruby Soho e Saraya) ha sconfitto Willow Nightingale                                                             | Single match per l'AEW Women's World Championship              | 10:30  |
| 7     | Will Ospreay (con Don Callis) ha sconfitto Kenny Omega (c)                                                                          | Single Match per l'IWGP United States Heavyweight Championship | 39:45  |
| 8     | Sting, Darby Allin e Tetsuya Naito hanno sconfitto Chris Jericho, Sammy Guevara e Minoru Suzuki                                     | Six-man tag team match                                         | 15:10  |
| 9     | Bryan Danielson ha sconfitto Kazuchika Okada                                                                                        | Single match                                                   | 27:40  |